# Лыжана
Лыжана — деревня в Нагорском районе Кировской области в составе Чеглаковского сельского поселения.

## География
Находится на расстоянии примерно 10 километров по прямой на запад-северо-запад от районного центра поселка Нагорск.

## История
Упоминается с 1802 года. В 1905 году дворов 23 и жителей 176, в 1926 30 и 195, в 1950 28 и 114. в 1989 году учтено 8 жителей.

## Население
Постоянное население  составляло 5 человек (русские 100%) в 2002 году, 4 в 2010.